# Ведано-аль-Ламбро
Ведано-аль-Ламбро (итал. Vedano al Lambro) — коммуна в Италии, в провинции Монца-э-Брианца области Ломбардия.
Население составляет 7643 человека, плотность населения составляет 3822 чел./км². Занимает площадь 1,98 км². Почтовый индекс — 20057. Телефонный код — 039.
Покровителем коммуны почитается святой первомученик Стефан, празднование в понедельник после первого воскресения октября.

## Города-побратимы
- Домен, Франция